# Deutscher Rock & Pop Musikerverband
De Deutscher Rock & Pop Musikerverband is een koepelorganisatie voor muziekgroepen, muzikanten, componisten, tekstschrijvers, muziekjournalisten, muziekproducenten, geluidsstudio's, independent-labels, uitgeverijen en andere beroepsdoelgroepen op het gebied van de rock- en popmuziek. De DRMV werd opgericht in 1983 en representeert ongeveer 20.000 rock- en popmuzikanten en muziek en muziekuitgeverijen in Duitsland.

## Geschiedenis
Tot de doelstellingen van de DRMV behoren de culturele erkenning van de rock- en popmuziek en de promotie van de rock- en popcultuur in verscheidene muzikale gebieden. De leden hebben toegang tot een omvangrijke database met adressen uit de muziekbusiness. Een verdere belangrijke activiteit van de DRMV is het juridische en vakkundige advies aan hun leden. De DRMV bekritiseert de verdeling van de door de GEMA verschuldigde tantièmen aan de componisten. Volgens voorzitter Ole Seelenmeyer worden rock- en popmuzikanten als auteur daarbij aanzienlijk benadeeld. De DRMV brengt onder het label Rockwerk Records geproduceerde geluidsdragers van zijn leden op de markt.

## Organisatie
Onderdelen van de vereniging zijn het bestuur en het curatorium, waarin grootheden van de muziekbusiness vertegenwoordigd zijn, die advies geven aan het bestuur. De verantwoordelijke spreker is Ole Seelenmeyer. Bovendien geeft de partnervereniging 'Kulturelles Jugendbildungswerk e. V.' sinds 1982 driemaandelijks het tijdschrift 'Musiker Magazine' en in onregelmatige afstanden het 'Musik & Medienbuch' uit.
De vereniging is opgenomen in de 'Deutsche Popstiftung'. Deze stimuleert de muzikale jeugd in Duitsland op het gebied van de rock- en popmuziek. In het bestuur van de stichting hebben Andreas Beyer, Bernd Jöstingmeier, Manfred Augustin en de verantwoordelijke  directie-woordvoerder Ole Seelenmeyer zitting.
Stichtingscuratoren zijn onder het voorzitterschap van Edgar Weller: Gunther Emmerlich, Lisa Fitz, Günter Gerhardt, Gilbert Gornig, Dieter Thomas Heck, Detlef Horn, Dieter Hertrampf (Puhdys), Jean-Jacques Kravetz (Panik Orchester Udo Lindenberg), Walter Krämer, Claudia Kunkel, Heinz Rudolf Kunze, Julia Neigel, Nicole, Mario Ohoven (president van het Bundesverband Mittelständische Wirtschaft), Peter Orloff, Rudolf Schenker (Scorpions), Erich Schulze, Ralph Siegel, Steffi Stephan (Panik Orchester Udo Lindenberg) en Juliane Werding.

## Prijzen
De DRMV kent sinds 1983 jaarlijks de Duitse rock- en popprijs toe aan bands, solisten en 125 verdere muziekstilistische gebieden. Door vele speciale onderscheidings-categoriegroepen worden jaarlijks extra prijzen aan aangemelde/kandidaat-deelnemers toegekend.